# Ремизов, Михаил Григорьевич

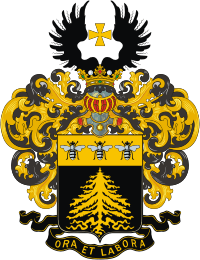
Герб рода Ремизовых

Михаи́л Григо́рьевич Ре́мизов (9 ноября 1948, Москва — 17 сентября 2015, там же) — советский и российский актёр театра и кино, режиссёр-постановщик спектаклей, преподаватель актёрского мастерства.

## Биография
Принадлежит к дворянскому роду Ремизовых (Ремезовых) Российской империи, имеющему герб, внесенный в XIII том Общего гербовника дворянских родов Российской империи под № 170.
Михаил Ремизов родился 9 ноября 1948 года в Москве.
Окончил военную кадетскую школу-интернат № 7 «Московский казачий кадетский корпус им. М. А. Шолохова» в 1963 году.
В 1973 году окончил школу-студию МХАТ (курс В. П. Маркова), но ещё за год до этого снялся в телефильме «Большая перемена». Это была его первая роль в кинематографе. Служил в ЦТСА, Красноярском ТЮЗе, Томском драматическом театре, Московском Литературно-драматическом театре ВТО и Новом драматическом театре.
С 1996 года — актёр Московского драматического театра им. К. С. Станиславского. Являлся не только актёром, но и самостоятельно ставил спектакли.
Михаил Ремизов был преподавателем актерского мастерства на специализированных курсах, вёл художественное чтение на курсах «Репетитор».
Михаил Григорьевич был женат один раз, являлся примерным семьянином и был отцом троих детей (сына и двух дочерей). Знал несколько иностранных языков, занимался фехтованием и гимнастикой.
Скончался в ночь на 17 сентября 2015 года от инфаркта, в Москве, на 67-м году жизни. Урна с прахом захоронена в колумбарии на Ваганьковском кладбище. До последнего дня служил в Московском драматическом театре им. К. С. Станиславского и готовился к премьере спектакля «Тёмные аллеи» по мотивам произведения И. Бунина.

## Семья
Супруга Михаила Ремизова, Надежда Михайловна Птушкина — драматург, сценарист, режиссёр. Родилась 27 января 1949 года в Ленинграде. В 1976 году окончила режиссёрский факультет школы-студии МХАТ (курс Олега Ефремова). Из более чем 70 написанных Надеждой Птушкиной пьес, поставлено в театрах России, стран СНГ и за рубежом около 40. Наиболее популярные пьесы: «Пока она умирала», «Плачу вперёд!», «Всё, что я знаю о наших мужчинах и женщинах», «При чужих свечах», «Ненормальная», «Овечка», «Корова», «Приходи и уводи», «Мажор», «Браво, Лауренсия!». Пьесы переведёны на основные европейские языки, а также на японский. Пьеса «Мои золотые рыбки» окончена в декабре 2011 года и была представлена в собственной читке Надеждой Птушкиной в Москве. Пьеса на мужчину и женщину, 60-65 лет, любовная история. По данным журнала «Современная драматургия» пьесы Надежды Птушкиной лидируют в российских театрах.
Дочь актёра, Евгения Михайловна Ремизова, родилась 2 апреля 1978 года в Москве.
Дочь актёра, Ксения Михайловна Ремизова, училась в Accademia di belle arti di Roma. Изучала Киноведение во Всероссийском государственном институте кинематографии имени С. А. Герасимова. Работала редактором в компании «Кинопроизводство», на телеканале World Fashion Channel и в издательском доме Forward Media Group. С 1996 по 1998 годы работала Редактором в компании «Программа „Моё кино“ ТВ6». С 2007 по 2009 годы работала журналистом в компании «Телеканал „Россия-Культура“». В настоящее время живёт в Риме.
Сын актёра, Михаил Михайлович Ремизов, в настоящее время занимается бизнесом.

## Роли в театре
Роли в Электротеатре Станиславский
- 2015 — Дуб, «Синяя птица», реж. Борис Юхананов

Роли в Московском драматическом театре имени К. С. Станиславского
- 2012 — Маркиз де Шаррон, архиепископ Парижа, «Мольер (кабала святош)», реж. Валерий Белякович
- 2012 — Каифа, «Мастер и Маргарита», реж. Валерий Белякович
- 2010 — Савва Морозов, «Не верю», реж. Марат Гацалов
- 2008 — Отец, «Я пришел», реж. Григорий Катаев
- 2007 — Приам, «Троянской войны не будет», реж. Александр Галибин
- 2005 — Абрам Матвеич, «Евграф, искатель приключений», реж. Татьяна Ахрамкова
- 1996 — Учитель, «Черная Курица», реж. Ольга Великанова (ввод)
- 1996 — Копейкин, «Дачники», реж. Виталий Ланской (ввод)
- 1996 — Архиепископ, «Томас Бекет», реж. Виталий Ланской (ввод)
- 1996 — Нароков, «Таланты и поклонники», реж. Виталий Ланской (ввод)

Роли в других театрах
- 1989 — Седлинский, «Орленок», реж. Борис Львов-Анохин, Московский Новый драматический театр

- 1987 — Толя, «Песни XX века», реж. Владимир Рудый, Московский Новый драматический театр
- 1987 — Столин, «Танго», реж. Александр Вилькин, Московский Новый драматический театр
- 1981 — Манюкин, «Унтиловск», реж. Светлана Врагова, Московский Новый драматический театр
- 1981 — Первый, «Отель „Забвение“», реж. Светлана Врагова, Московский Новый драматический театр
- 1980 — Старик, «Седьмой подвиг Геракла», реж. Виталий Ланской, Московский Новый драматический театр

- 1978 — Игорь Сергеевич, «Старый дом», реж. Виталий Ланской, Московский Новый драматический театр

- 1978 — Комиссар отряда, «Соленая падь», реж. Феликс Григорьян, Томский областной театр драмы

- 1977 — Николино, «Рождество в доме синьора Купьелло», реж. Алла Кигель, Томский областной театр драмы
- 1977 — Капитан, «Нина», реж. Алла Кигель, Томский областной театр драмы
- 1975 — Тартюф, «Тартюф», реж. Александр Попов, Красноярский ТЮЗ
- 1975 — Тибальт, «Ромео и Джульетта», реж. Александр Попов, Красноярский ТЮЗ
- 1975 — Сергей, «Друг мой, Колька», реж. Александр Попов, Красноярский ТЮЗ

## Фильмография
- 1972 — Большая перемена — студент
- 1973 — Семнадцать мгновений весны — студент
- 1975 — Когда дрожит земля — верхолаз
- 1977 — Приезжая
- 1980 — Жизнь прекрасна — Осарио, заключённый
- 1981 — Линия жизни — инженер Рожицин
- 1986 — Михайло Ломоносов (серия 6) — князь Орлов
- 1987 — Претендентъ
- 1988 — Буран
- 1988 — Защитник Седов — Костя Звавич из адвокатской конторы
- 1990 — Повесть непогашенной луны — личный врач наркомвоенмора Фрунзе
- 1990 — Под северным сиянием — бандит Пупырь
- 1990 — Холодная осень — муж, царский офицер в отставке
- 1991 — Фирма приключений — техник из полиции
- 1992 — Прогулка по эшафоту
- 1993 — Витька Шушера и автомобиль — директор интерната
- 1997 — На заре туманной юности
- 2001 — На углу, у Патриарших — антиквар
- 2003 — Возвращение Мухтара — издатель
- 2005 — Золотой телёнок — старик Синицкий
- 2005 — Каменская 4 — Лазовой, губернатор Приморска
- 2005 — Мама не горюй 2
- 2005 — Мужской сезон: Бархатная революция — профессор медицины
- 2005 — Охота на изюбря — врач-хирург
- 2006 — Человек безвозвратный — полковник Борис Андреевич Князев, отец курсанта Андрея Князева
- 2006 — Аэропорт 2 — Григорий Иванович
- 2006 — Вызов — директор музея
- 2006 — Охота на гения — Скрыпник, заместитель президента концерна «Синтез» Гараева
- 2006 — Молодые и злые (22-36 серии)— Георгий Иванович Шухов, муж Нины, миллионер
- 2007 — ТВ передача «Хронограф» (историческая документальная) — ведущий
- 2007 — Атлантида — Павел Анатольевич, врач-гинеколог
- 2007 — 07-й меняет курс — министр обороны Российской Федерации
- 2008 — Фотограф (серия 2-я «скелет в шкафу») — Аркадий Ильич Вересов, адвокат
- 2008 — 2009 — Обручальное кольцо (1-201 серии)— Андрей Фёдорович Ковалёв, известнейший академик-авиаконструктор, глава крупного благотворительного фонда, отец Насти
- 2009 — Земля обетованная от Иосифа Сталина (документальный) — озвучивание начальных титров
- 2009 — Земля обетованная от Иосифа Сталина (документальный) — Хаим Азриэль Вейцман, президент всемирной сионистской организации, первый президент государства Израиль, учёный, политик.
- 2009 — Две сестры 2
- 2009 — 2009 — Черчилль — Геннадий Шевцов, генерал
- 2010 — «Алиби» на двоих (фильм 13-й «Маньяк») — Михаил Григорьевич, главврач психиатрической клиники
- 2010 — Троянской войны не будет (фильм-спектакль) — Приам, последний троянский царь, сын Лаомедонта и Стримо, шестой по счёту царь Трои
- 2010 — Наши соседи — Аркадий Маркин
- 2010 — Маршрут милосердия — профессор Шувалов
- 2010 — Дежурный ангел — бизнесмен Марат Сергеевич, отец капитана полиции Сергея
- 2011 — Безумный юбилей — Андрей Николаевич, бизнесмен
- 2011 — Голубка — Борис Архипович Ключарёв — муж Розы Григорьевны Ключарёвой, отец Олега Ключарёва, врач
- 2011 — Кодекс чести 5 (фильм 6-й «Фальсификация») — Томашевский, директор закрытого научно-исследовательского института
- 2011 — Чёрные волки — Василий Архипович Уваров, профессор
- 2011 — Любовь на районе 2 — старик Гобозович
- 2011 — 2012 — Закрытая школа — Константин Викторович Войтевич (при рождении Хельмут фон Хаммер, сын капитана СС Людвига фон Хаммера), преподаватель биологии высшей квалификации, учёный
- 2012 — Кто, если не я? — Василий Иванович Пушков, директор института, профессор
- 2012 — Подари мне воскресенье — Глеб Борисович Коломийцев, бизнесмен, владелец крупного строительного холдинга, отец Лизы
- 2013 — Метод Лавровой 2 — генерал Александр Долгов, отец курсанта Родиона Долгова
- 2013 — Мама-детектив (7-я серия) — Геннадий Петрович Конев, пластический хирург
- 2013 — Убийство на 100 миллионов — Артур Владимирович Саркисян, заведующий вопросами безопасности банка, друг семьи Крючковых
- 2013 — Торговый центр — Валентин Фёдорович
- 2013 — Гюльчатай. Ради любви — Сергей Симонович Лебедев, главврач
- 2014 — Колыбель над бездной — Иммануил Авангардович, психиатр
- 2014 — Тайный город 3 — Геннадий Прокопьевич Монастырев, профессор
- 2014 — Временщик — Генрих Аристархович Шкилёв, профессор-историк, прямой потомок ученика Якова Брюса — барона фон Шкилле
- 2014 — Семейный бизнес — Максим Пономарёв, отец Ильи, врач
- 2014 — Сюрприз для любимого — Гордей Эммануилович, шеф Николая, бизнесмен
- 2014 — В бегах — Илья Михайлович, генерал органов безопасности в отставке
- 2015 — Сериал Ботаны. Ай Ти Рота — преподаватель, декан университета
- 2015 — Семейный бизнес 2 — Максим Пономарёв, отец Ильи, врач
- 2015 — Точки опоры (7-я серия) — Михаил Валентинович Карпатов, учёный, учитель следователей Негривецкого и Астрова
- 2016 — Провокатор — дядя Лёня